# Nicolaikirche (Aabenraa)

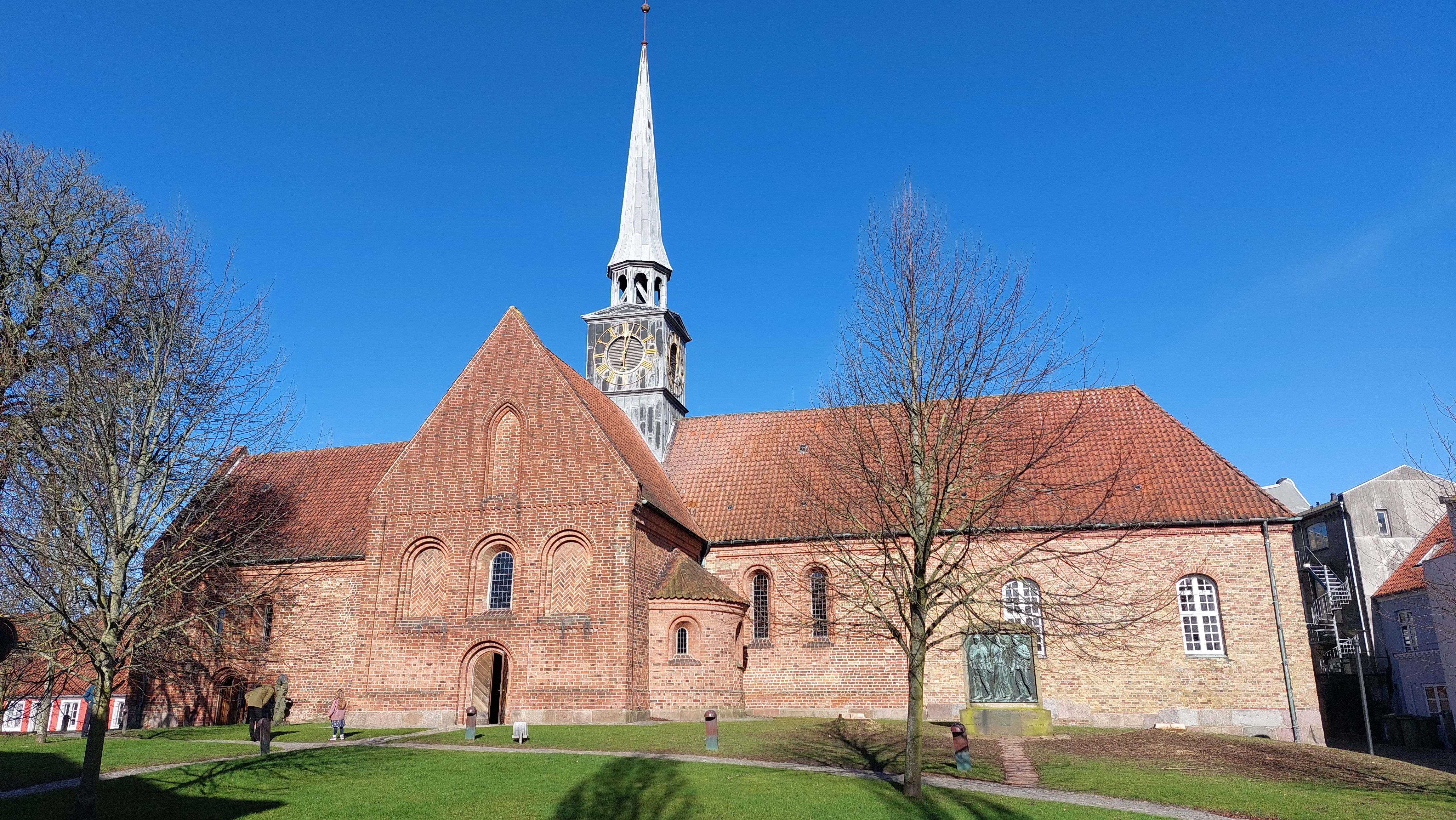
Ansicht aus Südosten

Die Nicolaikirche ist die evangelisch-lutherische Pfarrkirche der Stadt Aabenraa im dänischen Nordschleswig. Bis zur Errichtung der Freigemeindekirche 1905 war sie auch die einzige Kirche der Stadt.

## Baubeschreibung
Der Backsteinbau liegt am höchsten Punkt des am Ende der Apenrader Förde gelegenen ältesten Siedlungskernes der Stadt. Mit der Errichtung wurde um 1250 begonnen – die frühesten Erwähnungen Aabenraas wurden 1257 und 1259 geschrieben. 

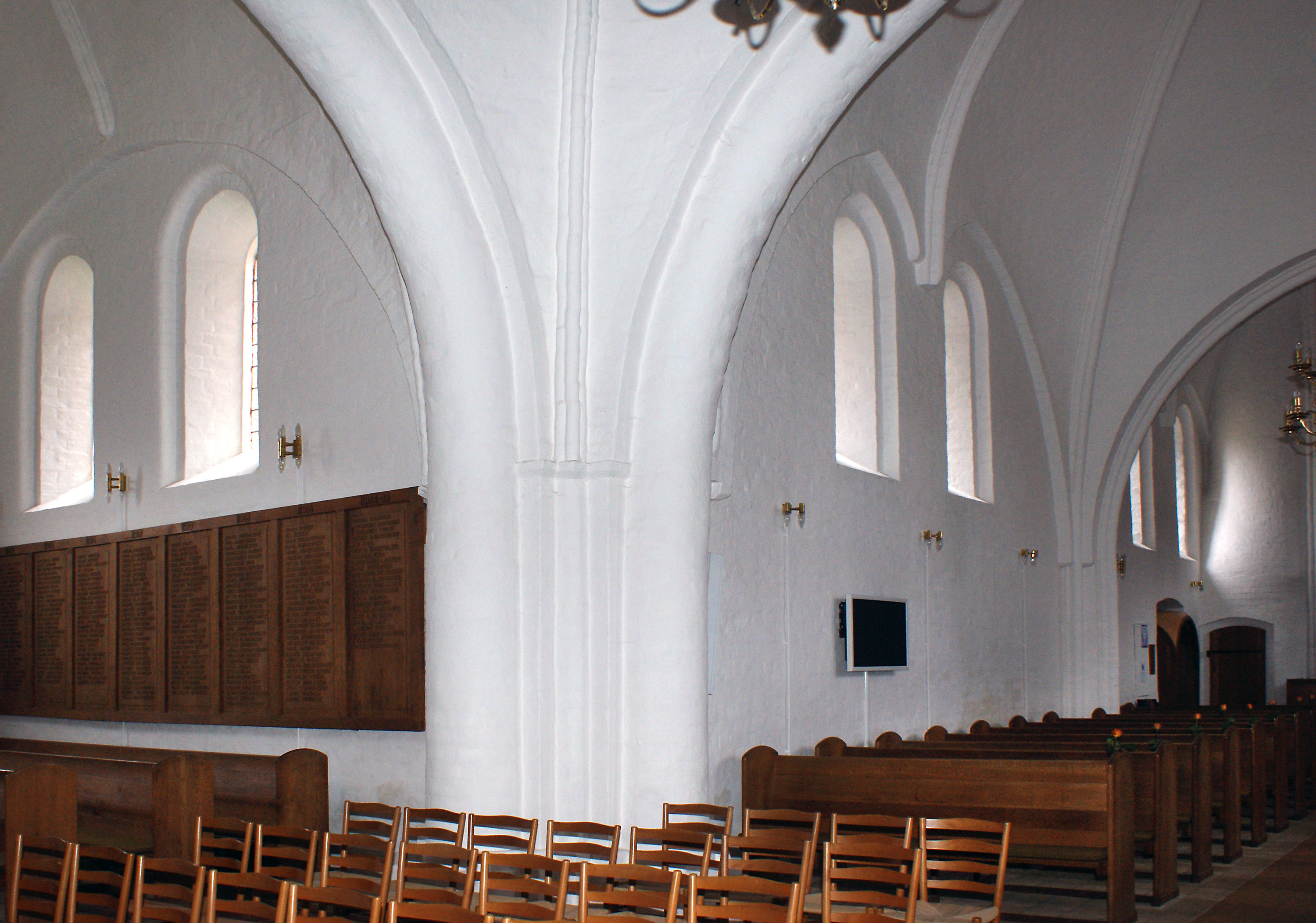
Vierung nach Südwesten

Der älteste Teil der einschiffigen Kreuzkirche ist das nur zwei Joche lange, äußerlich noch vollständig romanische Langhaus. Nach wohl nur kurzer Zeit wurde die Kirche nach Osten auf die dreifache Grundfläche erweitert, um die Vierung mit Querhaus samt den beiden Nebenapsiden und den Chor. Hier finden sich erste gotische Details. So sind einige Fensterbögen leicht gespitzt und die Blenden in den Querhausgiebeln eindeutig spitzbogig. Querhaus und Chor haben einen Sockel aus Granitquadern, das Langhaus nicht.
1641 und nach 1755 wurde der Chor um insgesamt zwei Joche verlängert, dabei ging die mittelalterliche Hauptapsis verloren.
Die Wandöffnungen der Nordseite der Kirche sind weitgehend original mittelalterlich. Auf der Südseite war insbesondere die Querhausstirn zeitweise klassizistisch umgestaltet, die mittelalterlichen Formen wurden nach 1950 teils freigelegt, teils nach dem Vorbild der Nordseite rekonstruiert. Auch die südliche Apsis wurde 1755 entfernt ist jetzt eine Rekonstruktion von 1952.

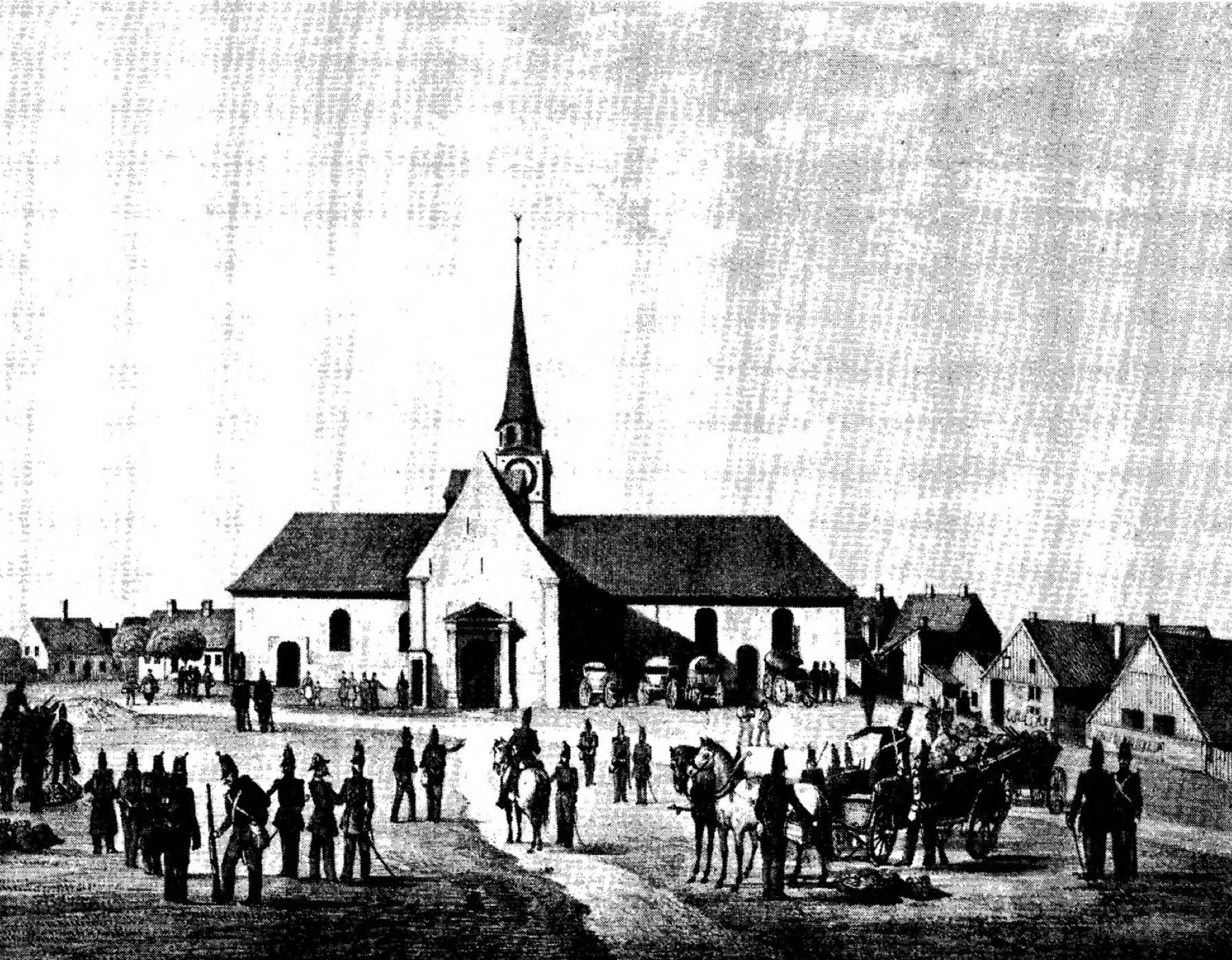
Kirche 1849 von Süden

Der Kirchenraum ist mit sehr steilen Domikalgewölben auf eher niedrigen runden Gurtbögen gedeckt. Die Schildbögen sind spitz, in Schiff und Chor zweizipflig, sodass die achtrippigen Gewölbe hier angedeutete Doppeljoche bilden. Die Gewölberippen bestehen aus kleeblattförmigen Formsteinen.

### Dachreiter
Einen Turm hatte die Nikolaikirche nie, ebenso wie auch ihre mit einem höheren Schiff ausgestattete Schwester in Eckernförde. Sie trägt jedoch einen hohen, das Stadtbild beherrschenden Dachreiter über der Vierung. Dieser wurde in den 1960er Jahren nach historischen Vorlagen rekonstruiert, nachdem 1908 an seiner Stelle ein höherer Ziegelturm mit Treppengiebeln errichtet worden war, der allerdings bereits wieder baufällig geworden war.

## Kirchhof
Der Friedhof wurde im 19. Jahrhundert etwa 500 Meter nach Westen an die Forstallee verlegt. Der alte Kirchhof ist heute eine Rasenfläche. Dort befinden sich je ein besonderes Natur- und Kulturdenkmal. Vor dem südlichen Haupteingang der Kirche steht eine riesige Rosskastanie. Vor der südlichen Chorwand steht ein Denkmal für die Opfer des Ersten Weltkriegs aus der Gemeinde, auf welchem eine Engelsgestalt schützend seine Hand über einen deutschen und einen dänischen Gefallenen hält.

## Gemeinde
Ursprünglich umfasste die Kirchengemeinde nicht nur die Stadt, sondern auch ein nicht sehr stark besiedeltes Landkirchspiel. Letzteres wurde 1875/1910 fast vollständig in die Stadt eingemeindet. 1905 entstand im Norden der Stadt eine dänische Freigemeindekirche, die in Erinnerung an ein früheres Leprosenhospital den Namen St. Jürgen erhielt. Sie ist heute die Gemeindekirche des nördlichen Stadtteils. In den 1970er Jahren erhielt auch die auf der Höhe gelegene neue Trabantensiedlung Høje Kolstrup eine eigene moderne Kirche.
Die Nikolaikirche ist jedoch nach wie vor evangelisch-lutherische Pfarrkirche für den größten Teil der Stadt. Auch deutschsprachige Gottesdienste der deutsch-nordschleswigschen Gemeinde finden regelmäßig in ihr statt.

## Ausstattung

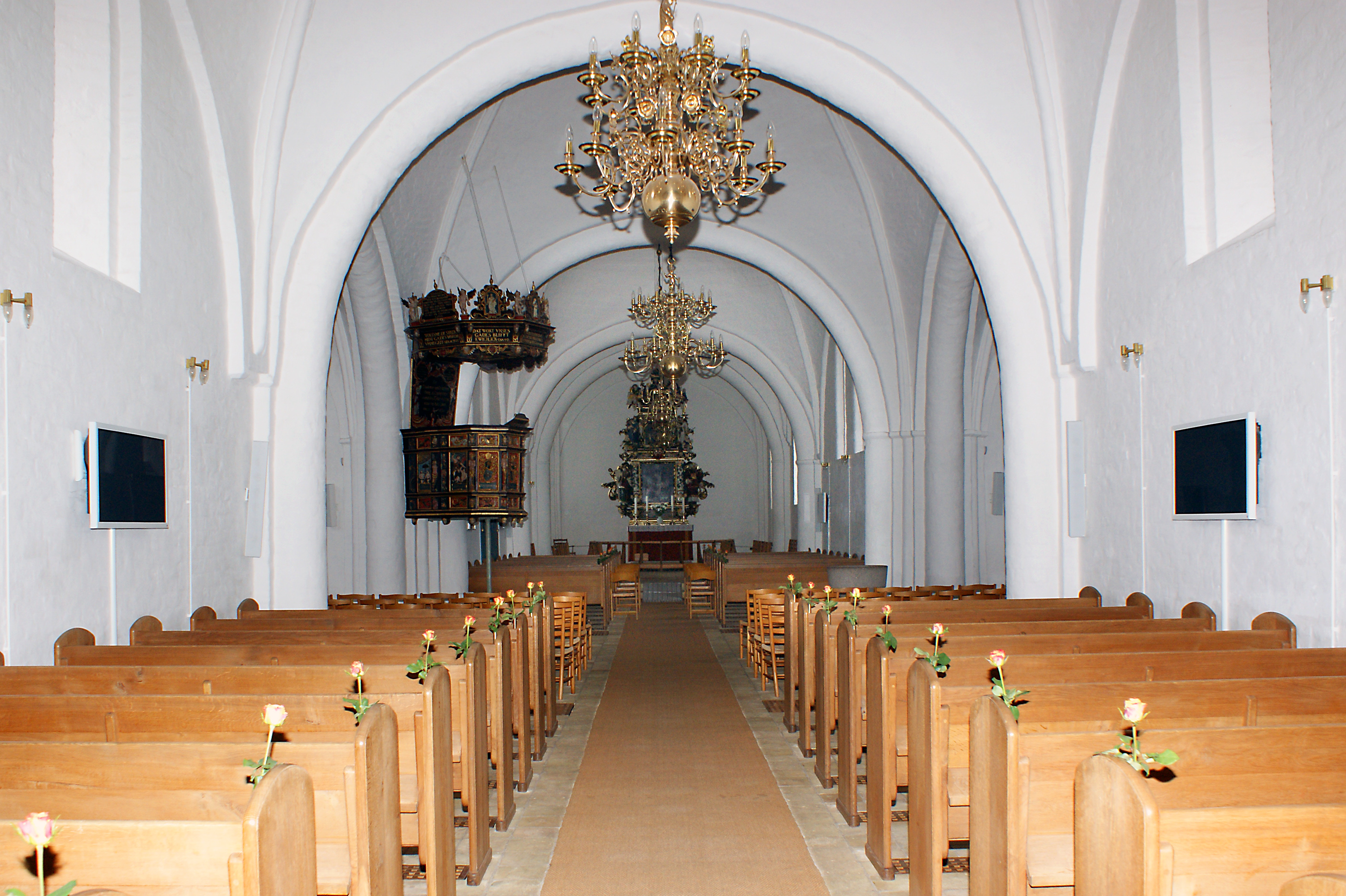
Östliches Joch des Schiffs, Vierung mit Kanzel, Chor mit Hochaltar

Zu den bemerkenswertesten Ausstattungsstücken zählen zahlreiche Epitaphien aus dem 17. und 18. Jahrhundert und die über dem Mittelschiff hängenden Kronleuchter aus Messing (17. Jahrhundert). 
Weitere Ausstattung:
- Barocker Hochaltar mit reich skulptiertem Retabel von 1758 und zwei Bildtafeln (Passion Christi) von 1642 (1956 restauriert)
- Taufstein mit neuem Granitbecken (1956) über spätromanischem Sockel mit Tierfiguren und anderem ornamentalem Dekor
- Kanzel mit spätgotischen Malereien, Reliefs und Skulpturen, datiert 1565
- Hängendes Schiffmodell im Nordquerhaus (Fregatte mit Monogramm von König Friedrich V. (18. Jahrhundert))
- Achteckiger Almosenkasten aus dem 16. Jahrhundert
- Drei Kelche von 1466, 1740 und 1751.
- Zwei Hostienbehälter von 1714 und 1716.

## Orgel

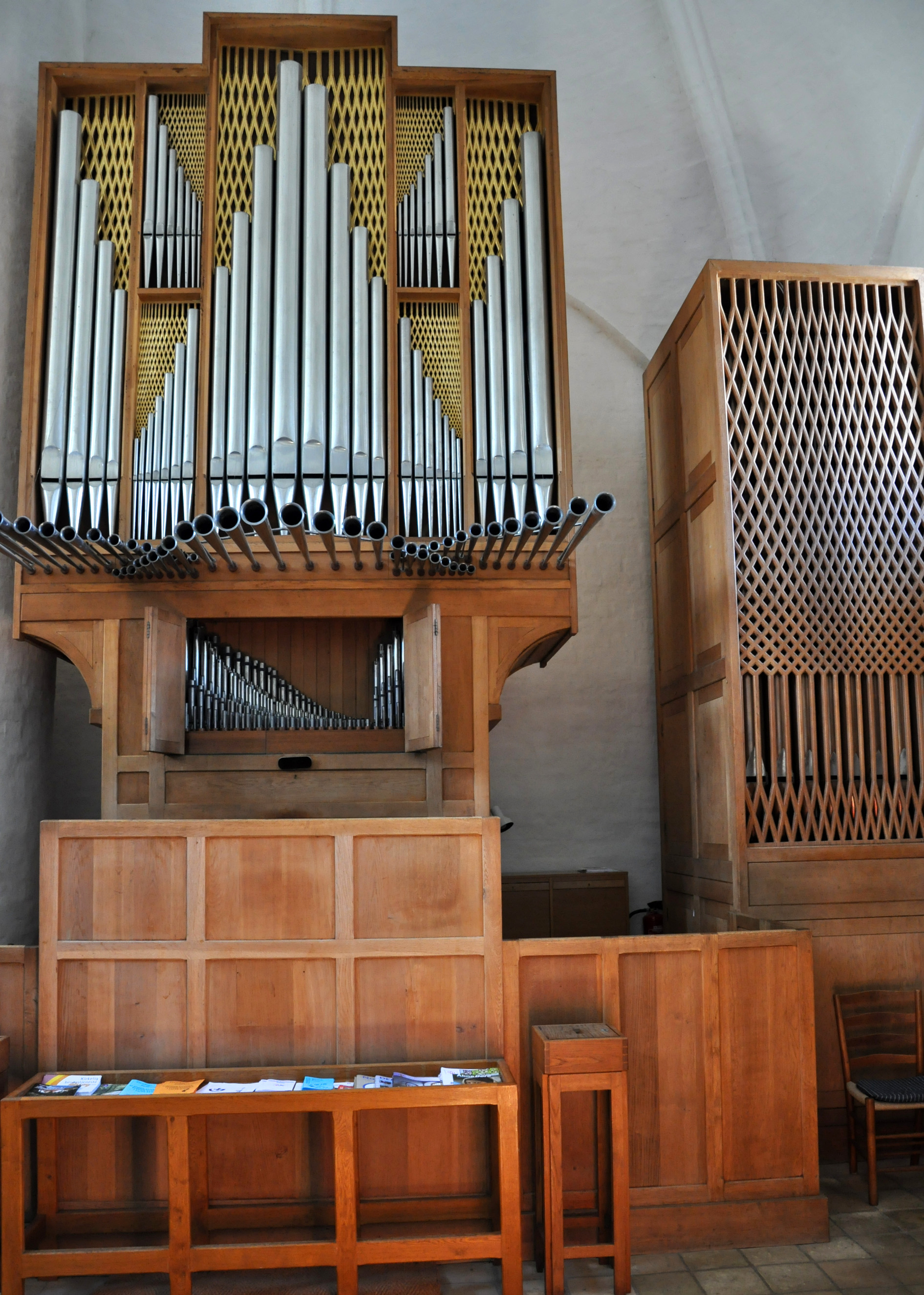
Orgel

Die Orgel wurde 1956 von dem ortsansässigen Orgelbauer Marcussen & Søn erbaut. Das Schleifladen-Instrument hat 31 Register (2.052 Pfeifen) auf drei Manualen und Pedal. Die Spiel- und Registertrakturen sind mechanisch.
| I Positiv C–g3 |                 |     |
| 1.             | Gedakt          | 8′  |
| 2.             | Italiensk Pr.   | 4′  |
| 3.             | Quintatøn       | 4′  |
| 4.             | Waldfløjte      | 2′  |
| 5.             | Sivfløjte       | 1′  |
| 6.             | Sesquialtera II |     |
| 7.             | Scharf IV       |     |
| 8.             | Dulcian         | 16′ |

| II Hauptwerk C–g3 |             |    |
| 9.                | Principal   | 8′ |
| 10.               | Rørfløjte   | 8′ |
| 11.               | Oktav       | 4′ |
| 12.               | Spidsfløjte | 4′ |
| 13.               | Oktav       | 2′ |
| 14.               | Mixtur V    |    |
| 15.               | Trompet     | 8′ |

| III Brustwerk C–g3 |            |       |
| 16.                | Gedakt     | 8′    |
| 17.                | Rørfløjte  | 4′    |
| 18.                | Principal  | 2′    |
| 19.                | Blokfløjte | 2′    |
| 20.                | Quint      | 1 ⁄2′ |
| 21.                | Cymbel I   |       |
| 22.                | Regal      | 8′    |
|                    | Tremulant  |       |

| Pedalwerk C–g3 |           |     |
| 23.            | Subbas    | 16′ |
| 24.            | Oktav     | 8′  |
| 25.            | Gedakt    | 8′  |
| 26.            | Oktav     | 4′  |
| 27.            | Nathorn   | 2′  |
| 28.            | Mixtur VI |     |
| 29.            | Fagot     | 16′ |
| 30.            | Trompet   | 8′  |
| 31.            | Skalmeje  | 4′  |

- Koppeln: I/II, III/II, I/P, II/P, III/P